# Трусилово
Труси́лово (рос. Трусилово) — село у складі Шуміхинського району Курганської області, Росія. Адміністративний центр Трусиловської сільської ради.
Населення — 358 осіб (2010, 472 у 2002).
Національний склад станом на 2002 рік: росіяни — 94 %.